# Jean Lechantre
Jean Lechantre (Taintignies, 13 de febrero de 1922 - Lille, 12 de febrero de 2015) fue un futbolista francés que jugaba en la demarcación de delantero.

## Biografía
Debutó como futbolista en 1941 tras enfundarse la camiseta del Olympique Lillois durante dos temporadas. Tras jugar con el ÉF Lille-Flandres, equipo con el que disputó la Copa de Francia de Fútbol de 1944. Al acabar la temporada fichó por el Lille OSC, donde jugó gran parte de su carrera deportiva. Disputó un total de 225 partidos y marcó 81 goles, ganando además la Ligue 1 de 1946 y la Copa de Francia en tres ocasiones —1946, 1947 y 1948—. Tras dejar el club jugó en el CO Roubaix-Tourcoing de 1952 a 1955. Posteriormente ejerció el cargo de jugador-entrenador para el AC Cambrai y de nuevo el CO Roubaix-Tourcoing. Finalmente se retiró el 1960 como futbolista para ejercer el cargo de entrenador de nuevo en los dos últimos equipos donde jugó.
Falleció el 12 de febrero de 2015 a los 92 años de edad.

## Selección nacional
Debutó con la selección de fútbol de Francia el 3 de mayo de 1947 contra Inglaterra en un partido amistoso. Su segundo partido, también amistoso se celebró dos años después, el 13 de noviembre, contra Checoslovaquia. Su tercer y último partido lo jugó contra Yugoslavia el 11 de diciembre de 1949 en un partido de clasificación para la Copa Mundial de Fútbol de 1950.

## Clubes

### Como futbolista
| Club                 | País    | Año         | Partidos | Goles |
| -------------------- | ------- | ----------- | -------- | ----- |
| Olympique Lillois    | Francia | 1941 - 1943 |          |       |
| ÉF Lille-Flandres    | Francia | 1943 - 1944 |          |       |
| Lille OSC            | Francia | 1944 - 1952 | 225      | 81    |
| CO Roubaix-Tourcoing | Francia | 1952 - 1955 | 79       | 15    |
| AC Cambrai           | Francia | 1955 - 1959 |          |       |
| CO Roubaix-Tourcoing | Francia | 1959 - 1960 | 12       | 3     |

### Como entrenador
| Club                 | País    | Año         |
| -------------------- | ------- | ----------- |
| AC Cambrai           | Francia | 1955 - 1959 |
| CO Roubaix-Tourcoing | Francia | 1959 - 1960 |
| AC Cambrai           | Francia | 1960 - 1964 |
| CO Roubaix-Tourcoing | Francia | 1964 - 1965 |

## Palmarés

### Campeonatos nacionales
| Título          | Club      | País    | Año  |
| --------------- | --------- | ------- | ---- |
| Ligue 1         | Lille OSC | Francia | 1946 |
| Copa de Francia | Lille OSC | Francia | 1946 |
| Copa de Francia | Lille OSC | Francia | 1947 |
| Copa de Francia | Lille OSC | Francia | 1948 |